# Aleksandr Andrónov
Aleksandr Andrónov   (Moscou, 11 d'abril de 1901 - Nijni Nóvgorod, 31 d'octubre de 1952) va ser un físic, membre de l'Acadèmia Soviètica de Ciències (1946). Va treballar extensament en la teoria de l'estabilitat de sistemes dinàmics, introduint (juntament amb Lev Pontriaguin) la idea d'estabilitat estructural. En aquell context, també va contribuir a la teoria matemàtica d'acte-oscil·lació (un terme que va encunyar).

## Vida i obra
Andrónov era fill d'Aleksandr Petróvich Kalinin (1835-1905), un ric comerciant, i de Lidia Lipskaya. Els seus pares es van divorciar quan els nens eren encara petits, anant-se'n a viure amb sa mare a casa del seu avi, que va morir el 1907. El 1909 Lidia es va casar amb el famós ginecòleg de Moscou Lipsky Cornelia Adamovich, qui va contribuir a donar-li una bona educació.
Sent nen va decidir que seria metge, veient la medicina com una ciència en la qual s'utilitzen àmpliament les matemàtiques i la física. Per tant, preparant-se per al camp de la medicina, des dels seus anys escolars va començar a estudiar matemàtiques superiors. No obstant això, a la tardor de 1920 va sofrir una greu pleuresia, per la qual cosa va ser declarat no apte per al servei militar i en aquest mateix any va ingressar a l'Escola Tècnica Superior de Moscou, concretament en la Facultat d'Enginyeria Elèctrica. El seu interès per la física era tan forta que el 1923 es va traslladar a la Universitat Estatal de Moscou, on es va graduar el 1925 amb el títol de "Física Teòrica".
Activitat científica abans de la guerra
Inicialment va treballar en física estadística i algunes qüestions de mecànica quàntica. El seu treball fonamental va ser "Cicles límit de Poincaré i la teoria de la vibració", que va presentar com a tesi doctoral, i que es va publicar el 1929 en els informes de l'Acadèmia de Ciències de París. Andrónov va establir un vincle entre la teoria de la generació d'oscil·lacions i la teoria d'estabilitat de Lyapunov, i va introduir el concepte d'una definició matemàtica d'acte-oscil·lacions, va desenvolupar la seva teoria mitjançant la seva vinculació amb la teoria qualitativa de les equacions diferencials, amb la topologia, i amb la teoria general de l'estabilitat del moviment.
Des de 1929, es va convertir en investigador de l'Institut Soviètic d'Electrotècnia, i el 1930 va ingressar en l'Institut de Física de la Universitat de Moscou.
Activitat científica durant la guerra
Durant la Segona Guerra Mundial va treballar en tasques de disseny relacionades amb la defensa (bucs contra mines magnètiques).
Activitat científica després de la guerra
Després de la guerra va participar activament en la tasca de l'Institut d'Automatització i de Robòtica de l'Acadèmia Russa de Ciències. Així mateix, va organitzar en l'Institut un seminari científic permanent per discutir els últims problemes en la teoria de les oscil·lacions no lineals i la teoria de control.
No obstant això, la més intensa i fructífera activitat d'Andrónov com a científic, professor i organitzador la va desenvolupar a la ciutat de Gorki, on va coincidir des de 1931 amb un grup de talentosos joves científics. Andrónov considerava l'establiment de centres científics com la tasca més important de l'estat. Va treballar en l'Institut Gorki de Recerca de Física i Tecnologia (GIFT) i a la Universitat Estatal de Gorki (GSU), on va romandre com a professor fins a la seva mort.
Va començar a treballar a la Universitat de Gorki en la creació d'un ordinador digital, un dels primers en la Unió Soviètica, encara que aquest treball (a causa de les dificultats tècniques i d'organització existents en aquest moment) no va poder ser finalitzat. No obstant això, la formació desenvolupada en aquest àmbit va permetre després que la Universitat de Gorki fos la primera facultat del país de Matemàtica Computacional i de Cibernètica, dedicada a la formació de matemàtics altament qualificats.
Andrónov va ser un dels organitzadors de la Facultat de Radiofísica de la GSU (1945), amb especialització en la teoria de les oscil·lacions, l'ajust automàtic de la propagació d'ones de radio, la radioastronomia, l'electrodinàmica, l'electrònica, les microones, la física estadística, i altres matèries.
Estudi de la vida de Nikolái Lobachevski
Sota la seva direcció es va fer gran quantitat de treball en l'estudi de la vida i l'obra del gran matemàtic rus. L'estudi, basat en nombrosos documents demostra sense cap dubte que Lobachevski va néixer a Nijni Nóvgorod.
Els darrers anys
En els últims anys de la seva vida els treballs científics i activitats socials d'Andronov van ser molt estimats a l'URSS. A més d'acadèmic, el 1947 va ser triat diputat del Soviet Suprem i membre del Presidium del Soviet Suprem el 1950.
Va morir a l'edat de 51 anys a causa d'una forma severa d'hipertensió. Està enterrat al cementiri Bugrovskom de Nizhni Nóvgorod.

## Reconeixements
- El 4 de novembre de 1944 va ser guardonat pel Presidium del Soviet Suprem de la URSS amb l'Ordre de l'Estel Roig.
- El cràter lunar Andrónov porta aquest nom en honor seu.